# Battaglia di Contreras
La battaglia di Contreras (anche battaglia di Padierna) fu uno scontro della guerra messico-statunitense, avvenuto durante il tentativo americano di circondare Città del Messico.

## Preludio
Dopo la vittoria alla battaglia di Cerro Gordo l'armata del generale Winfield Scott ebbe campo libero verso la capitale messicana. Tuttavia l'avanzata fu lenta e faticosa, poiché l'esercito statunitense era piagato dalle malattie e costretto a procedere su di un terreno aspro, difficilmente percorribile da gruppi di grandi dimensioni. Ciò diede tempo al generale Antonio López de Santa Anna di organizzare la difesa di Città del Messico, concentrando un gran quantitativo di uomini subito fuori dalla capitale in attesa di ordini.
Partito da Puebla de Zaragoza il 7 agosto, Scott si diresse prima verso Acapulco, dove tuttavia i messicani avevano avuto il tempo di organizzare una solida difesa. Per evitare di impegnarsi in un lungo assedio decise quindi di trovare una strada alternativa, ed inviò il generale David E. Twiggs in avanscoperta oltre il lago Chalco (oggi prosciugato). Tuttavia anche da quella parte la situazione era proibitiva: la strada era infatti sbarrata dal forte di San Antonio e dall'accampamento degli uomini di Santa Anna, eretto tra il villaggio di Contreras e il colle di Padierna.

## La battaglia
Ritenendo che proprio Contreras fosse il punto debole dello schieramento messicano, Twiggs ordinò di attaccare lì nel pomeriggio del 19 agosto. I combattimenti tuttavia furono lunghi e si conclusero con un nulla di fatto, tanto che quando il generale Scott giunse quella sera stessa ordinò di fermare l'attacco e di aspettare l'indomani.
All'alba del giorno successivo, prima che Scott potesse ordinare un nuovo attacco, il generale Persifor F. Smith, che durante la notte aveva ordinato ai suoi uomini di aggirare l'accampamento messicano, prese di sorpresa la guarnigione di Contreras e in soli diciassette minuti riuscì a metterla in rotta, costringendo i soldati messicani a rifugiarsi nella vicina Città del Messico.

## Conseguenze
La vittoria di Contreras lasciò gli americani padroni della strada per Città del Messico, anche se una parte dell'armata di Santa Anna era ancora intatta e si sarebbe scontrata di lì a poche ore con l'esercito statunitense nella battaglia di Churubusco.